# Data (geslacht)
Data is een geslacht van vlinders van de familie Uilen (Noctuidae), uit de onderfamilie Hadeninae.

## Soorten
- D. aroa Bethune-Baker, 1906
- D. callopistrioides Moore, 1881
- D. dissimilis Warren, 1911
- D. eriopoides Prout, 1928
- D. obliterata Warren, 1911
- D. pratti Bethune-Baker, 1906
- D. rectisecta Warren, 1912
- D. rhabdochlaena Wileman & West, 1929
- D. similis Warren, 1911
- D. thalpophiloides Walker, 1862